# 어쌔신 크리드 발할라
《어쌔신 크리드 발할라》(Assassin's Creed Valhalla)는 유비소프트 몬트리올이 개발하고 유비소프트가 배급하는, 액션 롤플레잉 비디오 게임이다. 어쌔신 크리드 시리즈로 12번째 메인 패키지이자 22번째 출시작이며, 2018년 게임 《어쌔신 크리드 오디세이》의 후속작이다. 서기 873년을 배경으로 한, 이 게임은 바이킹의 브리튼 침공에 대한 대체 역사를 다룬다. 게임 플레이어는 암살단 형제단과 템플 기사단 간의 분쟁에 휘말린, 바이킹 약탈자 에이보르를 조종한다.
2020년 11월 10일에 마이크로소프트 윈도우, 플레이스테이션 4, 엑스박스 원, 엑스박스 시리즈 X 및 시리즈 S, 스타디어 플렛폼으로 출시되었다. 플레이스테이션 5 버전은 11월 12일에 출시되었다.

## 게임 플레이
《어쌔신 크리드 발할라》는 몇몇 주요 스토리 임무와 여러 사이드 임무들로 이뤄진, 오픈 월드 롤플레잉 게임이다. 게임 플레이어는 앵글로색슨 왕국들에 맞서 동료 바이킹들을 이끌며, 바이킹 약탈자인 에이보르 (/ˈeɪvɔːr/) 역을 맡는다. 플레이어는 에이보르를 남성 (마그누스 브룬)가 녹음)이나 여성 (Cecilie Stenspil가 녹음)으로 플레이할 수 있는 선택권을 갖게 될 것이고 에이보르의 머리모양, 출진 물감, 복장, 무기, 문신 들을 커스터마이징할 수 있다. 플레이어들이 사용할 수 있는 무기의 종류가 도리깨와 그레이트소드 등의 무기들까지 확장되었다. 전투 방식은 방패를 포함해 대부분의 어느 무기든 쌍으로 휘두르는 것이 가능하도록 변경되었으며, 플레이어들이 수집하는 장비의 모든 조각은 유니크 (unique)이다. 이전 타이틀 작들의 매의 눈 시스템이 "오딘의 시야"라는 형태로 돌아올 예정이다. 플레이어의 동료 동물은 Synin (고대 노르드어로 "통찰력"을 의미)라는 이름의 까마귀가 될 것이고 이전작들의 새 동료들이 《오리진》과 《오디세이》에서 했던 것처럼들과 아주 유사하게 인근 지역을 정찰하고 에이보르가 전투에 돌입하기 앞서 멀리서 적들과 게임 세계의 측면들을 확인하는 데에 쓰일 수 있다. 게임 세계를 탐험 및 전투에 있어서 잠입 측면들이 좀 더 강조될 예정이다. 이전 어쌔신 크리드 작품들의 "사회적 잠입" 개념이 돌아올 것이며, 에이보르는 적들에게서 일시적으로 환경 요소에만 숨을 수 있는 것이 아니라, 자신들의 후드를 내릴 수 있고 위장을 위해 특정 군중들 속으로 파고 들 수 있다. 에이보르는 죽은 척과 호위병들을 혼란시키기 위해 까마귀를 이용할 수 있으며, 근방의 즉석 암살을 위해 암살검을 사용 가능하다. 게임의 핵심 보스들 모두는, 접근, 전술, 및 무기 선택에 관련한 상세한 조합을 통해, 한번의 공격으로 암살이 가능하게 되어 있지만, 여전히 다양한 다른 방식들로도 패퇴시키는 것이 가능하다.
발할라는 핵심 스토리 미션에 대해 유사한 구조와 많은 사이드 미션들이 있을 것이다. 과거 어쌔신 크리드 작품들의 핵심 스토리라인들이 게임 세계의 많은 영역을 순행적으로 따라 전형적으로 전개되는 한편, 발할라에선 잉글랜드의 새로운 지역들에 대한 정보가 조사나 접촉을 통해서 바이킹들에게서 얻어지기 때문에, 플레이어들은 주요 정착지와 이전에 방문했던 장소들로 종종 돌아온다. 일부 미션은 외교적 수단으로 해결될 수 있어서, 모든 미션들이 폭력적인 엔딩을 요구하지 않는다. 플레이어는 캐릭터와 이들의 동맹 세력 및 다른 조작 불능 캐릭터들에게 영향을 미칠 수 있는 대화나 게임 옵션들을 택한다. 게임은 에이보르가 게임을 진행해나가며 전통적인 레벨링 시스템에 덜 의존하고 대신에 플레이어들이 택한 스킬 트리를 통한 스킬 선택에 집중할 예정이다. 적들의 난이도는 플레이어의 스킬 모음을 기반으로 평가될 것이다.
개발팀은 수 십 시간을 플레이한 이후라고 해도 플레이어가 지속적으로 게임에 충격을 받기를 원했기에, 이전의 어쌔신 크리드 작품들보다 발할라에서 더 넓은 범위의 적들을 도입하는 걸 목표로 했다. 적은 플레이어에 대항할 수 있는 고유의 특수한 능력을 갖게 될 것이다. 내러티브 디렉터 다비 맥데비트는 게임이 25개의 특수한 적 유형이 있으며, 각각이 "플레이어들에게 맞서는 독특한 방식이 있다."라고 했다. 몇몇 적 유형들은 다른 특수 공격과 조화하는 것이 가능하다. 적들은 자신들에게 유리하도록 배경의 오브젝트들을 사용할 수 있다. 일부 적들은 플레이어의 행동과 전투에 적응하여 자신들을 보호하는 방법을 찾을 수도 있다. 적들은 전투 중에 성격을 보이는 것이 가능하다. 일부는 에이보르에게 겁을 먹고 좀더 방어적으로 싸울 것이지만, 다른 적들은 접근 방식을 좀 더 공격적이 될 수 있을 것이다.
《오디세이》에서 도입된 특징인, 정복전이 돌아올 것이다. 이 시스템은 "습격(Assaults)"이라고 알려질 것이고 플레이어가 요새를 공격하기 위해 바이킹 군대를 이끄는 걸 볼 수 있다. 약탈 (Raid)은 플레이어가 목표를 공격하고 자신들의 정착지의 자원을 지키는 데에 약탈단을 이끄는 소규모 전투이다. 플레이어는 습격 및 약탈을 도울 논플레이어 캐릭터들을 모집하여 약탈단을 만드는 것이 가능할 것이다. 플레이어는 다른 플레이어들이 게임 내에서 논플레이어블 캐릭터로서 작동되어 모집되는, 바이킹 용병단 혹은 욤스비킹을 만들 수 있다. 플레이어는 욤스비킹으로 참가한 성공적 임무로 게임 내에서 추가적 보상을 얻을 것이다.
발할라는 《어쌔신 크리드 IV: 블랙 플래그》 이후로 없었던 거점 시스템의 귀환을 볼 수 있다. 하지만, 전작의 거점이 플레이어들에게 수동적인 게임플레이 보너스를 제공했었다면, 발할라에서 거점은 새로워진 중요성을 띨 것이다. 게임 디렉터 애쉬라프 이즈마일은 이 점을 "여러분들이 게임상에서 하는 많은 것들이, 그 마지막 날까지도, 거점을 부양하여 성장하고 번성하도록하는 것이기 때문이다."라고 설명했다. 퀘스트들은 거점에서 시작하고 끝날 것이며 플레이어는 게임플레이에 도움을 주는 특정한 종류의 건물들 건설 지시를 내릴 수 있다. 이 건물들을 짓기 위해선, 플레이어는 자원을 모으기 위한 약탈로 바이킹들을 이끌어야 한다. 추가적으로, 플레이어는 지역 사회의 씨족들 간 관계를 형성하기 위해 외교적 혼인을 맺는 게 가능하다. 오디세이와 같이, 에이보르로서 플레이어는 동성 관계를 포함한, 에이보르를 위한 로맨스를 탐험할 수 있게 될 것이다.
해상 수송 사용이 돌아왔지만, 해전이 줄어들었다. 에이보르의 롱쉽은 다른 선박과 교전에 사용되기보다는 약탈할 때와 육상 전투 후에 달아날 때의 운송 수단 역할을 좀 더 할 것이다. 추가 사항으로, 플레이어는 사냥, 낚시, 다른 바이킹들과 말다툼, 술마시기 대결, 유비소프트가 "바이킹들의  랩 배틀"라고 묘사한 플라이팅 (욕설로 된 시)과 올로그 등의 다양한 활동들을 할 수 있다.

## 배경

발할라가 시작되는 시기와 근접한, 바이킹 확장기 동안인 서기 865년의 잉글랜드 내 이교도 대군세의 움직임으로, 플레이어들이 게임 내에서 탐험할 왕국들 몇몇을 나타낸다

서기 873년, 노르웨이 내 전쟁과 인구 과밀은 유럽 전역으로 향한 바이킹의 팽창의 일부로서, 에이보르가 자신들의 씨족을 이끌고 앵글로색슨 잉글랜드에 있는 새로운 땅으로 정착하도록 부추겼다. 에이보르의 씨족과, 다른 바이킹들은 이교도 대군세를 형성하여, 이어지는 수 년 동안 웨식스, 노섬브리아, 이스트 앵글리아, 머시아의 왕국들과 분쟁에 돌입한다. 에이보르의 씨족은 웨식스의 왕인 앨프리드 대왕을 포함한 이 왕국들의 지도자들이 이끄는 군대들과 마주할 것이다. 에이보르가 감추어진 존재들을 접하고 고대 결사단에 맞서는 이들의 싸움에 동참하는 것이 이 시기이다. 탐험 가능한 도시들에는 윈체스터, 런던, 요크를 포함한다. 노르웨이 일부도 포함될 것이다.
시리즈 내 이전 작품들처럼, 《발할라》에는 오늘날의 스토리 무대가 등장한다. 이때 스토리는 《오리진》과 《오디세이》에서 등장했던 인물인 레일라 하산을 따라 전개 될 것이다. 《발할라》는 어쌔신 크리드 시리즈의 지식의 일부로서, 인간 이전의 진보된 문명의 지성체인 이수와 관련된 스토리 요소들을 포함한다.

## 개발
《어쌔신 크리드 발할라》는 2020년 4월 발표 때까지 2년하고 반년이 더 걸리는 개발 과정이 있었다. 주요 개발은 유비소프트 몬트리올에 있는 《어쌔신 크리드 오리진》 팀이 이끌었고 전 세계에 있는 유비소프트의 다른 개발 부서 14개가 지원을 했다. 게임 개발 완료가 코로나19 범유행 기간에 이뤄지는 한편, 이 게임에 할당된 유비소프트 인력은 유비소프트 정보기술 부서의 도움으로 자택에서 작업할 수 있었고, 게임이 2020년에 발매하도록 준비되어 있는 것을 확실히 했다.
이전에 《어쌔신 크리드 오리진》과 《어쌔신 크리드 IV: 블랙 플래그》에서 작업했던, 이즈마일이 크리에이티브 디렉터 역을 맡았다. 내이러티브 디렉터는 《어쌔신 크리드: 리벨레이션》과 《블랙 플래그》의 선임 작가이자 《어쌔신 크리드 유니티》의 공동 작가였던 다비 맥데빗이었다. USGamer의 마이크 윌리엄스는 어쌔신 크리드 발할라 이면 뒤에 넓은 기회와 노력을, 이전에 개발된 컨셉들에 대해 어떠한 필수적인 재작업없이, 모든 이전 디자인과 개발 작업을 단일한 모습으로 결합시켜내는 것에 대해 어쌔신 크리드 시리즈의 "대통일 이론"과 유사하다고 표현했다. 맥데빗은 발할라의 스토리는 이전의 모든 어쌔신 크리드 게임들에 대한 요약으로서 쓰였으며, 이전 작들을 중요한 방식으로 연결했으면서도, 시리즈의 마지막 게임이 되도록 의도하지 않도록 했다고 설명했다. 그는 또한 스토리에 대한 그의 실험적 설계는 어쌔신 크리드 시리즈 그 자체로서뿐만 아니라 그가 접해봤던 "어느 게임에서도 꽤나 독특하다"라고 언급했다.
이즈마일은 발할라의 작업에 중대한 영향을 미친 것으로, 서사시 《베오울프》를 개작한 마이클 크라이튼의 1976년 소설 《시체를 먹는 사람들》을 인용했다. 맥데빗은 발할라 개발팀은 발할라에 《갓 오브 워》 시리즈 게임들과 유사성이 있을 것이라는 걸 인지했지만, 그 작품들은 "북유럽 신화를 아주 중대하게 왜곡했다"라는 걸 느꼈고, 반면에 유비소프트는 발할라가 좀 더 "역사적 근거를 한" 체험이 되기를 바랐다고 밝혔다. 노르드 신화의 요소들이 스토리에서 등장할 예정이다. 게임 디렉터 애쉬라프 이즈마일에 따르면, 이것이 신화가 오디세이에서 맡았던 좀 더 명백한 역할들보다는 어떻게 에이보르와 바이킹들이 익숙지 않은 상황을 신들의 개입에 대한 징조로 받아들이는 것을 기반으로 한다. 이러한 점은 기독교가 지배하고 있는 잉글랜드에서 게임의 많은 부분이 진행된다 점에 있어서 중요하며, 그리하여 스토리와 게임플레이는 에이보르가 어떻게 이런 이국적인 요소들을 자신들의 신앙 체계로 통합시켜내는지를 보여준다. 에이보르의 성별 선택에 대하여, 게임의 자문을 맡은 티에리 노엘은 바이킹들로 여성들이 어느정도 참여했는 지에 대해서 역사적 논쟁이 아직까지 있기는 하지만, 유비소프트는 여성들이 노르드 신화와 사회에서 중요한 부문을 차지했을 것이라 생각하며, 따라서 "전투에서 남성과 여성이 동등하게 무시무시하다"라는 걸 바이킹에 대한 생각에 반영하고자 했다라는 점을 말했다.
게임의 배경 시기를 조사하던 중에, 이즈마일과 맥데빗은 개발팀이 바이킹의 잉글랜드 확장기에 대한 대부분의 사료들이 그 사건이 일어난 후후에 수 세기는 아니라도, 수 십 년 내에 쓰였다라는 걸 알게 되었다는 걸 밝혔다. 이 기록들은 종종 앵글로색슨인들의 관점에서 쓰인 것들이고 따라서 바이킹들이 피에 굶주린 침략자로 묘사되었다. 하지만 개발팀은 이런 점이 잉글랜드로 정착하는 데 바이킹들의 성공과 이들이 농업에 기여한 점들, 영어에 대한 영향력을 간과한 것이라 느꼈다. 따라서 개발팀은 거점 같은 요소들을 강조하며, 바이킹 시대를 좀 더 정확히 그려내고자 했다. 이 점은 바이킹들이 불러온 위협을 경고하는 앨프리드 대왕의 나레이션과 함께 바이킹 공동체를 보여주는 화면을 나란히 배치한 프로모션 영상과 트레일러에서 나타났다. 선임 프로듀서 줄리앙 라페리에르에 따르면, 결국 이 조사가 거점을 게임의 초점으로 만들게 했고 발할라에 좀 더 롤플레잉적인 맛을 주었다고 한다. 그는 거점에 대한 관련성을 《드래곤 에이지: 인퀴지션》의 스카이홀드나 《매스 이펙트》의 SSV 노르망디의 중요성에 견주었다. 라페리에르는 개발팀이 거점을 문화적 측면을 보여주기 위해서만 사용한 것이 아니라, 미션에서 "[누군가는]마주해야만 하는 가혹한 선택들"을 포함한, 플레이어들이 게임 내에서 택한 선택의 결과들을 플레이어들에게 나타내기 위한 수단 역할을 할 것이다.라고 덧붙였다.
트위터에서, 유비소프트의 중동 지역 커뮤니케이션 총괄 말렉 테파하가 발할라가 시리즈에서 가장 큰 게임이 되지 않을 것이라 언급한 게임 세계이 관한 주제에 대해 논한 트윗이 삭제되었다. 테파하는 발할라가 오디세이의 주요 비판 사항 중 하나로, 특히나 반복된 장소로 인해 비대해진 맵 크기등을 다뤘을 것이라 언급했다. IGN은 오디세이에 대한 리뷰에서 DLC를 포함하지 않은 메인 스토리가 거의 40시간이나 계속되며, 모든 사이드 퀘스트와 장소들을 완료하는 데에는 100시간이 넘게 걸릴 수도 있다는 걸 언급했다. 후에 코타쿠와 인터뷰에서, 이즈마일은 게임 맵의 대부분을 "수작업"이라 묘사했고 자신들은 탐험을 하고 이런 콘텐츠를 찾는 플레이어들을 위해 콘텐츠들을 개발하고, 그것의 "독특함"을 유지하며, "우리 플레이어들의 시간을 존중하고 이들이 해결하는 퍼즐과 미스터리를 제공하는 데" 노력을 기울였다고 설명했다.
게임상의 음악은 과거 어쌔신 크리드 게임들에서 작업했던 제스퍼 키드와 세라 섀너가 작곡했다. 히스토리 채널의 드라마 《바이킹스》의 곡들을 작곡했던 에이나르 셀비크가 키드와 섀너와 함께 《발할라》에 쓰일 새로운 곡들을 작업할 예정이다.
2020년 6월에, 유비소프트 내 성추행 관련 이슈들 가운데, 폴리곤은 이스마일이 "어린 팬들과 다수의 외도 혐의에 따라, 프로젝트에서 사임할 것이라고 말했으며 [...] 후에 유비소프트는 폴리곤에 그의 사임을 인정했다."라고 보도했다. 같은 달에 연이어, 유비소프트의 크리에이티브 부서 최고 책임자 세르주 아스코에를 포함한 다른 고위 임원들 역시도 회사를 떠나야만 했다. 프랑스 신문사 리베라시옹과 미국 신문사 블룸버그 뉴스의 보도에 따르면, 사내 직업 윤리에 어긋나는 행위와 관련한 문제들 외에, 아스코에와 에디터 팀의 다른 인원들이 몇몇 어쌔신 크리드 시리즈 게임들에서 여성 캐릭터 사용을 억압했다고 했다. 발할라 개발팀의 일부 인원들은 나중에 자신들은 주인공이 반드시 여성이 되기를 바랐고 노르드 문화의 데이터베이스에서 여성 이름인 "에이보르"를 택했으나, 이 아이디어는 여성만이 주인공이면 총판매 수익에 이롭지 못할 것이라 믿은 임원들에게 거절당했다고 언급했다. 맥데빗은 그가 스토리를 쓰던 동안에 유비소프트가 게임의 플레이어 캐릭터의 성별 선택권을 플레이어들에게 주길 원했고, 그리하여 스토리 개발을 시작 이래로 그러한 측면으로 만들었다고 말했다.

## 발매
발할라는 엑스박스 시리즈 X/S의 서비스 시작 때 공개되도록 2020년 11월 10일로 발매 일정이 앞당겨진다는 것이 확정되기 이전엔, 본래 2020년 11월 17일에 공개될 예정이었다. 마이크로소프트 윈도우, 플레이스테이션 4, 엑스박스 원, 스테이디아로 발매될 예정이다. 차세대 콘솔들인 플레이스테이션 5, 엑스 시리즈 X에 대한 첫 어쌔신 크리드 타이틀 작이 될 예정이기도 하다. 이즈마일은 발할라가 차세대 기기들에 대한 유비소프트의 "기함" 역할을 상징하며, 새로운 콘솔들이 제공하는 빠른 로딩 시간을 이용하도록 개발되었다고 밝혔다. 엑스박스 원이나 플레이스테이션 4 사용자들은 추가 비용없이 각각의 플랫폼에 최신 버전으로 게임을 업그레이드할 수 있다.
발매 이후 콘텐트는 시즌 패스를 통해 사용이 가능할 것이다. 여기에는 플레이어들을 다누의 아이들이라는 드루이드 교단을 제거하러 아일랜드로 데려가거나 파리 공방전을 위해 프랑키아를 찾아가는 등의 미션들이 포함될 것이다. 추가로, 유비소프트는 오리진과 오디세이의 것과 유사한 발매 이후에 발할라의 "Discovery Tour" 버전을 출시할 예정이며, 여기선 전투 및 다른 교전들을 제거하고 플레이어들이 자신만의 흐름을 갖고 게임 세계를 탐험하도록 할 것이다.

## 평가
《어쌔신 크리드 발할라》는 리뷰 애그리게이터 메타크리틱에 의하면, 비평가들에게서 "일반적으로 호의적 반응"을 받았다.
《게임스레이더+》는 다음과 같이 말하며 평점 4.5/5짜리 이 게임을 요약했다: "정복할 수 있는 기다란 세계와 피비린내나는 전투에, 또한 전통적인 암살검을 사용할 기회도 있는, 《어쌔신 크리드 발할라》는 이 시리즈에 성공적인 균형을 가져왔다." 《게임스팟》은 게임의 스토리 및 이 게임 시리즈의 몇몇 줄거리 끝맺음에 대해 칭찬하며 평점 8/10을 주었지만, 캐릭터 개발의 부족함을 언급하며, 결론적으로 다음과 같이 말했다 "《발할라》는 전반적으로 성공적이지만 약간의 스토리적 위험이 있는 대담한 《어쌔신 크리드》 타이틀작이다." 《IGN》 역시도 평점 8/10을 주고, 다음과 같이 기고했다: "《어쌔신 크리드 발할라》는 정복자들의 잔혹한 삶과 어려운 활동이라는 연료를 받은, 거대하고, 아름다룬 오픈월드이다. 필요한 것보다 훨씬 더 복잡하지만 또한 여러 면에서 인상적이다." 《게임 인포머》의 9.25/10를 매긴 평가에선 전투와 스토리를 극찬했고 "발할라의 콘텐츠와 디자인이 지금까지 본 시리즈 중에서 가장 뛰어났다."라며 주목했다.
《게임 레볼루션》은 평점 2.5/4을 주었고, 다음처럼 기고했다: "《어쌔신 크리드 발할라》는 유비소프트가 자신들의 접근 방식에 대해 다시 생각하게 한 지난 출시작인 《어쌔신 크리드 유니티》처럼 교훈의 역할로 삼아야 할 필요가 있다. 《발할라》의 불필요하게 늘어난 플레이 시간, 제한된 잠입 메커니즘, 일관성없는 스토리, 과도하게 익숙한 면 등 이 모든 것들은 게임 시리즈 장점에 집중치 못했기에 다시 한번 시리즈의 쇠퇴를 지적한다."
《Rock, Paper, Shotgun》는 좋지 않은 평가를 주었다. 비평가는 오픈 월드를 칭찬하는 한편, "《발할라》가 너무 복잡해서 이전에 이 게임 시리즈를 해보지 않았다면 좋지 않은 입문이다"라고 기고했다.

### 판매량
어쌔신 크리드: 발할라는 발매 첫 주 기간 다른 어떤 어쌔신 크리드 게임들보다 많은 디지털 카피들이 판매되었고, PC 버전 역시도 유비소프트가 출시했던 어느 PC 게임보다도 가장 성공적인 출시 성적을 거뒀다. 2020년 11월 17일, 유비소프트는 180만장 이상 판매를 했다고 확인하였다. 플레이스테이션 4 버전은 일본 발매 첫 주에 45,055개의 패키지가 팔렸고, 이는 일본 내 해당 주에 두 번째로 많은 게임 판매량이었다. 플레이스테이션 5 버전은 같은 주에 4,227장이 판매되며, 해당 주 일본에서 25번째로 많이 팔렸다.

## 참고
1. ↑  추가 개발은 전 세계에 있는 유비소프트의 다른 14개 개발 부서가 진행함.[1]
2. 1 2  이스마일은 간통 혐의로 2020년 6월에 크리에이티브 디렉터 직에서 사퇴했고, 후에 유비소프트에서 해고당했다.[2][3]
3. 1 2  시리즈의 콘티상, 암살자 형제단과 템플 기사단은 11세기 십자군 전쟁 기간에 현재의 이름을 채택했다. 이때 이전에, "감추어진 존재들"과 "고대 결사단" 각각이 이들을 나타낸다.[7]
4. ↑  제작팀은 이 명칭이 "고대 노르드어로 '통찰력'에 가까운 의미"라고 정의했으나,[10] 그 단어 자체는 고대 노르드어로 여러 의미들이 있다.[11]
5. ↑  요크는 게임상에서 고대 노르드어 명칭인 요르비크라고 표시된다.[24]
6. ↑  게임 상에서 파리, 키예프,[25] 덴마크의 일부 지역들, 아이슬란드, 스웨덴, 웨일스 등의 장소들도 등장할 것이다.[26]